# Tetraraphes ebersini
Tetraraphes ebersini là một loài bọ cánh cứng trong họ Elateridae. Loài này được Iablokov-Khnzorian miêu tả khoa học năm 1961.